# Lyssomanes tapuiramae
Lyssomanes tapuiramae är en spindelart som beskrevs av Galiano 1980. Lyssomanes tapuiramae ingår i släktet Lyssomanes och familjen hoppspindlar. Inga underarter finns listade i Catalogue of Life.